# Mika Hannula
Mika Hannula (né le 2 avril 1979 à Stockholm en Suède) est un joueur professionnel suédois de hockey sur glace. Sa mère est suédoise et son père Finlandais.

## Biographie

### Carrière en club
En 2000, il commence sa carrière professionnelle aux Malmö Redhawks en Elitserien. Il est choisi en 2002 au cours du repêchage d'entrée dans la Ligue nationale de hockey par le Wild du Minnesota en 9e ronde, en 269e position. En 2003, il part en Amérique du Nord mais ne parvient pas à rejoindre la Ligue nationale de hockey. Il est assigné au club école du Wild, les Aeros de Houston de la Ligue américaine de hockey. Après une saison, il est de retour au pays. Courant 2006, il part en Superliga. En 2008-2009, il signe au HK CSKA Moscou qui intègre une nouvelle compétition la Ligue continentale de hockey.

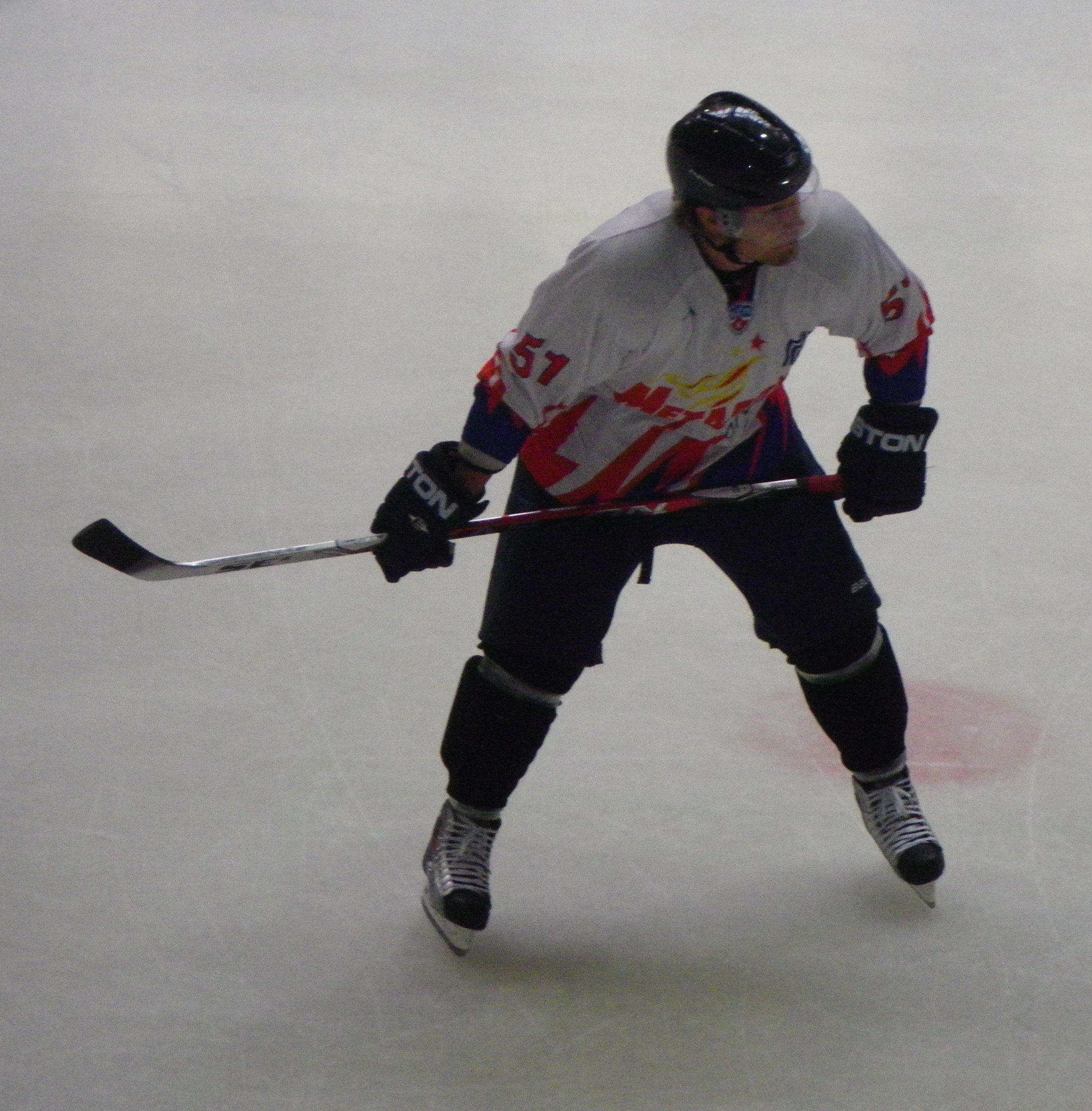
Hannula avec le Metallourg Magnitogorsk.

### Carrière internationale
Il représente l'Équipe de Suède en compétition internationale depuis 2003. Cette année la Suède se classe seconde. En 2006, il participe aux Jeux olympiques de Turin et remporte l'or. La même année, il devient champion du monde. Lors de la demi-finale contre le Canada, il commet un mauvais geste sur Sidney Crosby. Il a automatiquement été suspendu pour la finale. La Fédération internationale de hockey sur glace lui infligera ensuite une suspension de quatre matchs.

## Parenté dans le sport
Son petit frère Ronnie Hannula joue également au hockey sur glace.

## Statistiques

### En club
| Saison    | Équipe                  | Ligue      |    | Saison régulière | Saison régulière | Saison régulière | Saison régulière | Saison régulière |   | Séries éliminatoires | Séries éliminatoires | Séries éliminatoires | Séries éliminatoires | Séries éliminatoires |
| Saison    | Équipe                  | Ligue      | PJ | B                | A                | Pts              | Pun              | PJ               | B | A                    | Pts                  | Pun                  |                      |                      |
| 2000-2001 | Malmö Redhawks          | Elitserien | 45 | 2                | 9                | 11               | 26               | 8                | 3 | 2                    | 5                    | 14                   |                      |                      |
| 2001-2002 | Malmö Redhawks          | Elitserien | 41 | 10               | 7                | 17               | 14               | 5                | 2 | 1                    | 3                    | 0                    |                      |                      |
| 2002-2003 | Malmö Redhawks          | Elitserien | 49 | 15               | 15               | 30               | 72               |                  |   |                      |                      |                      |                      |                      |
| 2003-2004 | Aeros de Houston        | LAH        | 67 | 9                | 18               | 27               | 59               |                  |   |                      |                      |                      |                      |                      |
| 2004-2005 | Malmö Redhawks          | Elitserien | 47 | 14               | 9                | 23               | 71               |                  |   |                      |                      |                      |                      |                      |
| 2005-2006 | HV 71                   | Elitserien | 45 | 13               | 18               | 31               | 62               | 12               | 3 | 8                    | 11                   | 22                   |                      |                      |
| 2006-2007 | HV 71                   | Elitserien | 18 | 9                | 6                | 15               | 64               |                  |   |                      |                      |                      |                      |                      |
| 2006-2007 | Lokomotiv Iaroslavl     | Superliga  | 23 | 7                | 8                | 15               | 32               | 5                | 0 | 3                    | 3                    | 10                   |                      |                      |
| 2007-2008 | SKA Saint-Pétersbourg   | Superliga  | 46 | 7                | 7                | 14               | 34               | 9                | 1 | 0                    | 1                    | 4                    |                      |                      |
| 2008-2009 | HK CSKA Moscou          | KHL        | 52 | 14               | 10               | 24               | 57               | 3                | 0 | 2                    | 2                    | 0                    |                      |                      |
| 2009-2010 | Djurgårdens IF          | Elitserien | 7  | 3                | 1                | 4                | 0                |                  |   |                      |                      |                      |                      |                      |
| 2009-2010 | Salavat Ioulaïev Oufa   | KHL        | 13 | 3                | 6                | 9                | 4                | 16               | 2 | 3                    | 5                    | 18                   |                      |                      |
| 2010-2011 | Metallourg Magnitogorsk | KHL        | 1  | 0                | 0                | 0                | 0                | -                | - | -                    | -                    | -                    |                      |                      |
| 2010-2011 | Djurgårdens IF          | Elitserien | 14 | 5                | 3                | 8                | 12               | 5                | 3 | 0                    | 3                    | 0                    |                      |                      |
| 2011-2012 | MODO Hockey             | Elitserien | 20 | 5                | 9                | 14               | 8                | -                | - | -                    | -                    | -                    |                      |                      |
| 2011-2012 | Espoo Blues             | SM-liiga   | 22 | 4                | 10               | 14               | 16               | 16               | 5 | 7                    | 12                   | 10                   |                      |                      |
| 2012-2013 | Espoo Blues             | SM-liiga   | 13 | 4                | 1                | 5                | 6                | -                | - | -                    | -                    | -                    |                      |                      |
| 2012-2013 | HIFK                    | SM-liiga   | 14 | 5                | 4                | 9                | 4                | 6                | 1 | 1                    | 2                    | 12                   |                      |                      |
| 2013-2014 | Kölner Haie             | DEL        | 6  | 1                | 0                | 1                | 4                | 17               | 1 | 4                    | 5                    | 10                   |                      |                      |

### En équipe nationale
| Année | Compétition          |   | PJ | B | A | Pts | Pun | +/-               |  | Résultat |
| 2003  | Championnat du monde | 9 | 2  | 0 | 2 | 2   | -3  | Médaille d'argent |  |          |
| 2006  | Jeux olympiques      | 8 | 0  | 0 | 0 | 2   | 0   | Médaille d'or     |  |          |
| 2006  | Championnat du monde | 8 | 4  | 1 | 5 | 35  | +3  | Médaille d'or     |  |          |